# Prowincja Zachodnia (Papua-Nowa Gwinea)

Podział administracyjny Prowincji Zachodniej

Prowincja Zachodnia (ang. Western Province, nieoficjalna nazwa Fly River Province) – prowincja Papui-Nowej Gwinei, położona w południowo-zachodniej części kraju. Ośrodkiem administracyjnym prowincji jest miasto Daru (12,9 tys.), położone na przybrzeżnej wyspie Daru. Prowincja Zachodnia to największa pod względem powierzchni prowincja Papui-Nowej Gwinei.
Władze prowincji używają również nieoficjalnej nazwy Prowincja Fly, pochodzącej od rzeki Fly, jednej z największych rzek kraju. Znajduje się tutaj również największe jezioro kraju – Jezioro Murraya.
W prowincji znajdują się duże złoża miedzi i złota, wydobywane w kopalni Ok Tedi, niedaleko źródeł rzeki Ok Tedi, dopływu Fly. Ich eksploatacja doprowadziła do poważnego zanieczyszczenia wód rzecznych.